# 库米亚纳
库米亚纳（意大利语：Cumiana），是意大利北部皮埃蒙特大区都灵省的一个市镇。总面积60.8平方公里，总人口7882，人口密度129.6人/平方公里（2010年12月31日）。

## 友好城市
- 阿根廷San Guillermo（西班牙语：San Guillermo (Santa Fe)）